# One Ok Rock
One Ok Rock (ワンオクロック, Wan Oku Rokku) estilizado como ONE OK ROCK, é uma banda de rock japonesa formada em Tóquio, Japão, no ano de 2005. É composta pelos membros Takahiro "Taka" Moriuchi (vocal), Toru Yamashita (guitarra/líder), Ryota Kohama (baixo) e Tomoya Kanki (bateria). A origem de seu nome vem da palavra em língua inglesa “one o’ clock”, que significa "à uma hora", horário em que o grupo marcava seus ensaios aos finais de semana por tratar-se do horário mais barato para se utilizar o espaço de ensaios. No entanto, na língua japonesa, a pronúncia para a letra L é igual à R, o que faz com que "one o’ clock" acabe por tornar-se “one o’ krock”. O grupo aproveitou-se disso, e separou a expressão em três partes, tornando One Ok Rock o nome da banda.
Em 2007, a banda lançou Zeitakubyo, seu álbum de estúdio de estreia, que alcançou a posição de número quinze pela tabela musical japonesa Oricon Albums Chart, lhe rendendo mais tarde, sua primeira certificação ouro pela RIAJ. A seguir, mais dois álbuns de estúdio foram lançados como um quinteto, até a saída do guitarrista Alexander Onizawa. Em 2012, o One Ok Rock conquistou fama internacional com o lançamento do single "The Beginning", retirado de seu sexto álbum de estúdio, Jinsei×Boku= (2013), levando-os a realizar tanto concertos como a integrar festivais de música fora da Ásia.
Em 2015, o One Ok Rock lançou 35xxxv, seu sétimo álbum de estúdio, o que resultou em diversos feitos para a banda, pois tornou-se seu primeiro álbum a  liderar a Oricon Albums Chart, além de entrar em tabelas musicais dos Estados Unidos. Uma versão deluxe contendo todas as suas faixas em língua inglesa, foi lançada como uma edição internacional. Em 2017, a banda lançou as versões de língua japonesa e inglesa de Ambitions, seu oitavo álbum de estúdio, que além de atingir o topo das tabelas japonesas, tornou-se seu primeiro álbum a ingressar na tabela musical estadunidense Billboard 200 e em outros territórios europeus e oceânicos. Em 2019, o One Ok Rock lançou Eye of the Storm, seu nono álbum de estúdio, também em duas versões. Seu lançamento converte-se no terceiro álbum da banda a atingir o topo da Oricon Albums Chart de forma consecutiva.
Ao longo de sua existência, o One Ok Rock têm experimentado diversos subgêneros do rock, indo do rock alternativo ao emo, do pós-hardcore ao pop-rock. Muitas de suas canções são utilizadas como parte de trilhas sonoras de filmes e campanhas publicitárias japonesas. Em 2016, a banda venceu o prêmio de Melhor Artista Japonês pela MTV Europe Music Awards e sagrou-se vencedor da categoria de Artista do Ano das premiações MTV Video Music Awards Japan de 2019 e Space Shower Music Awards de 2020. Dentre seus diversos prêmios já conquistados, também incluem o de Banda Masculina Revelação Oriental pela Classic Rock Roll of Honour Awards de 2016 e Melhor Banda Internacional pela Rock Sound Awards de 2017.

## História

### 2005–2006: Formação inicial
A formação do One Ok Rock iniciou-se quando Toru Yamashita, então um estudante do ensino médio, quis começar uma banda e passou a recrutar membros. Ele disse a seu amigo Ryota Kohama, um colega da mesma escola e ambos ex-membros do extinto grupo de dança hip-hop Heads, para aprender a tocar baixo e pediu a Alexander Onizawa, que estava no último ano do ensino médio, para entrar. Ele também recrutou  o seu colega de classe, Yu Koyanagi, para tocar bateria. Posteriormente, em busca de um vocalista que cantasse bem, Yamashita convidou para ingressar na banda, Takahiro Moriuchi, após assisitir uma apresentação dele em sua então banda de covers Chivalry of Music. Moriuchi só entrou na banda após intensa insistência de Yamashita. Depois de assinar um contrato de gravação com a Amuse, Inc., Koyanagi deixou a formação para seguir a carreira de ator e seus pais não queriam que seu filho seguisse essa linha de trabalho. Tomoya Kanki era aluno da ESP (Academia Musical) e já fazia parte de uma banda, quando se juntou ao One Ok Rock em 2006, mas só se tornou um membro oficial no ano seguinte.

### 2007–2009: Primeiros lançamentos e saída de Onizawa
Em 25 de abril de 2007, o One Ok Rock lançou seu single de estreia, "Naihishinsho", o qual alcançou a posição de número quarenta e oito pela tabela Oricon Singles Chart, vendendo quinze mil cópias e tornou-se o tema de encerramento do mês de maio do programa Super Chample da NTV. Seu segundo single, "Yume Yume", seguiu um desempenho semelhante alcançando a posição de número quarenta e três. Enquanto "Et Cetera" lançado em 24 de outubro, atingiu a posição vinte e nove. Depois desses singles, a banda lançou seu álbum de estreia intitulado Zeitakubyo, em 21 de novembro de 2007 e realizou sua primeira turnê, a Tokyo-Osaka-Nagoya Quattro Tour. Em maio de 2008, o One Ok Rock lançou seu segundo álbum de estúdio, Beam of Light. Em uma entrevista à revista Rockin'On Japan em junho de 2012, a banda relatou que não considerou este material como um álbum, mas sim como parte do crescimento como um banda, que surgiu com diversas fontes musicais resultando em um álbum punk. As origens confusas do álbum foram a razão pela qual o One Ok Rock optou por não tocar nenhuma faixa ao vivo. Depois de seu lançamento, a banda realizou uma apresentação no Shibuya AX.
Durante o ano de 2008, a banda planejou lançar dois álbuns, o que se concretizou com o lançamento de Kanjo Effect em 13 de novembro de 2008. Se adaptando a música ocidental do qual gostavam e substituindo todos os seus engenheiros de produção musical e apresentando sua música a novos produtores, levou a alguma divisão dentro da banda - pois Moriuchi e Onizawa em particular, discordaram sobre como fazer este álbum. Kanjo Effect obteve pico de número treze pela Oricon Albums Chart.
Em 5 de abril de 2009, Onizawa foi preso por tocar a perna de uma estudante de vinte e um anos em um trem. Ele admitiu as acusações e o caso foi resolvido fora do tribunal. O próximo single da banda, "Around the World Shounen", que foi planejado para ser lançado em 6 de maio e utilizado como canção tema do drama televisivo God Hand Teru da TBS, e sua turnê nacional, também foram cancelados. Em maio de 2009, foi anunciado que o One Ok Rock continuaria sem Onizawa, que viajou para os Estados Unidos. Yamashita assumiu seu lugar como guitarrista, e a banda reorganizou suas canções para serem tocadas em uma única guitarra.

### 2010–2012:Niche Syndrome, festivais  eZankyo Reference
Com a nova formação de quatro membros, a banda lançou o single "Kanzen Kankaku Dreamer" em 3 de fevereiro de 2010, que alcançou a posiçao de número nove pela Oricon Singles Chart. Seu quarto álbum de estúdio intitulado Niche Syndrome, foi lançado em 9 de junho de 2010, e se estabeleceu no top três da tabela Billboard Japan Top Albums Sales. Para a sua promoção, o One Ok Rock realizou a turnê This Is My Own Judgement Tour, inicialmente por seis dias em cinco salas de música Zepp em todo o país, com concertos iniciais em Sendai e terminando em um concerto de dois dias em Tóquio. No mês de agosto de 2010, o One Ok Rock foi a atração principal do Rock in Japan Festival e do Summer Sonic Festival, seguido por Rising Sun Rock Festival, Monster Bash e Treasure05X, além de realizar apresentações em outros festivais no restante do ano como no Mad Ollie, Countdown Japan 2010/2011 e Radio Crazy. A segunda parte da turnê This Is My Own Judgement Tour, ocorreu em dezesseis locais diferentes até a data de 11 de dezembro de 2010. O concerto realizado na arena Nippon Budokan, Tóquio, em 28 de novembro, foi gravado e lançado como o segundo DVD da banda, intitulado This is My Budokan?! em 16 de fevereiro de 2011. Adicionalmente, o One Ok Rock foi o artista de apoio das bandas de rock Pay Money to My Pain em sua turnê 2010 Stay Real, The Hiatus em sua turnê Anomaly de 2020 e Totalfat em sua turnê Overdrive.
Em 16 de fevereiro de 2011, a banda lançou o single, "Answer is Near", mais tarde, de abril a junho do mesmo ano realizou a turnê Answer is Alive 2011. Em 20 de julho, lançou seu primeiro single lado A duplo intitulado "Re:make/No Scared", com "No Scared" tornando-se o tema principal do jogo para PSP, Black Rock Shooter: The Game. Posteriormente, o One Ok Rock apresentou-se no festival Setstock 2011 e foi uma das atrações do Jisan Valley Rock Festival na Coreia do Sul. Durante o mês de agosto, a banda apresentou-se em mais festivais japoneses incluindo, Rock in Japan Festival, Rising Sun Rock Festival, Summer Sonic Festival, Monster Bash, Sky Jamboree e Space Shower Sweet Love Shower.
Em 5 de outubro, o One Ok Rock lançou seu quinto álbum de estúdio, Zankyo Reference, o qual atingiu a posição de número dois pela Oricon Albums Chart. Para a sua promoção, anunciou quatorze datas de concertos entre novembro a dezembro e um concerto final de dois dias na Yokohama Arena em 21 e 22 de janeiro de 2012, tornando-se a primeira apresentação da banda no local e obtendo ingressos esgotados com mais de 24.000 pessoas. Mais tarde, um documentário da Zankyo Reference Tour e a apresentação da segunda noite na Yokohama Arena foi lançado em blu-ray e DVD em 30 de maio de 2012.
Entre os meses de maio a junho de 2012, o One Ok Rock iniciou sua primeira turnê no exterior, realizando concertos no Japão, Coreia do Sul, Taiwan e Singapura pela Start Walking The World. Mais tarde, foram a atração principal de diversos festivais musicais japoneses de verão. Em 22 de agosto, o One Ok Rock lançou o single "The Beginning", o qual aumentou significamente a popularidade da banda, inclusive internacionalmente. No Japão, o single atingiu a posição de número dois pela tabela Billboard Japan Hot 100 e foi escolhido como a canção tema da adaptação em filme do mangá Rurouni Kenshin. Seu vídeo musical correspondente, venceu dois prêmios no MTV Video Music Awards Japan de 2013, incluindo o de Melhor Vídeo de Rock, além disso, venceu o prêmio de Melhor por Sua Escolha no Space Shower Music Video Awards. Em 15 de dezembro de 2012, a banda lançou o single "the same as...", que atingiu pico de número 52 pela Billboard Japan Hot 100.

### 2013–2014:Jinsei×Boku=,Fool Cool Rocke turnês fora da Ásia
Em 9 de janeiro de 2013, o One Ok Rock lançou o single duplo "Deeper Deeper/Nothing Helps", que alcançou o top 2 pela Oricon Albums Chart. A canção "Nothing Helps" foi utilizada para a versão japonesa do jogo para PS3/Xbox 360 intitulado DmC: Devil May Cry, e "Deeper Deeper" foi veiculada durante campanha publicitária do veículo Suzuki Swift Sport no Japão. Em 26 de fevereiro, a banda lançou o single "Clock Strikes", que atingiu pico de número 27 pela Billboard Japan Hot 100 e foi incluída no jogo para PS3/PS4 Ryū ga Gotoku Ishin!. Posteriormente, em 6 de março, o One Ok Rock lançou seu sexto álbum de estúdio intitulado Jinsei × Boku =, que se classificou em número dois pela Oricon Albums Chart e recebeu a certificação de platina pela Recording Industry Association of Japan (RIAJ). Em outubro, o One Ok Rock embarcou em sua primeira turnê fora da Ásia, visitando a Europa para cinco apresentações, através da Who Are You?? Who Are We?? Tour.

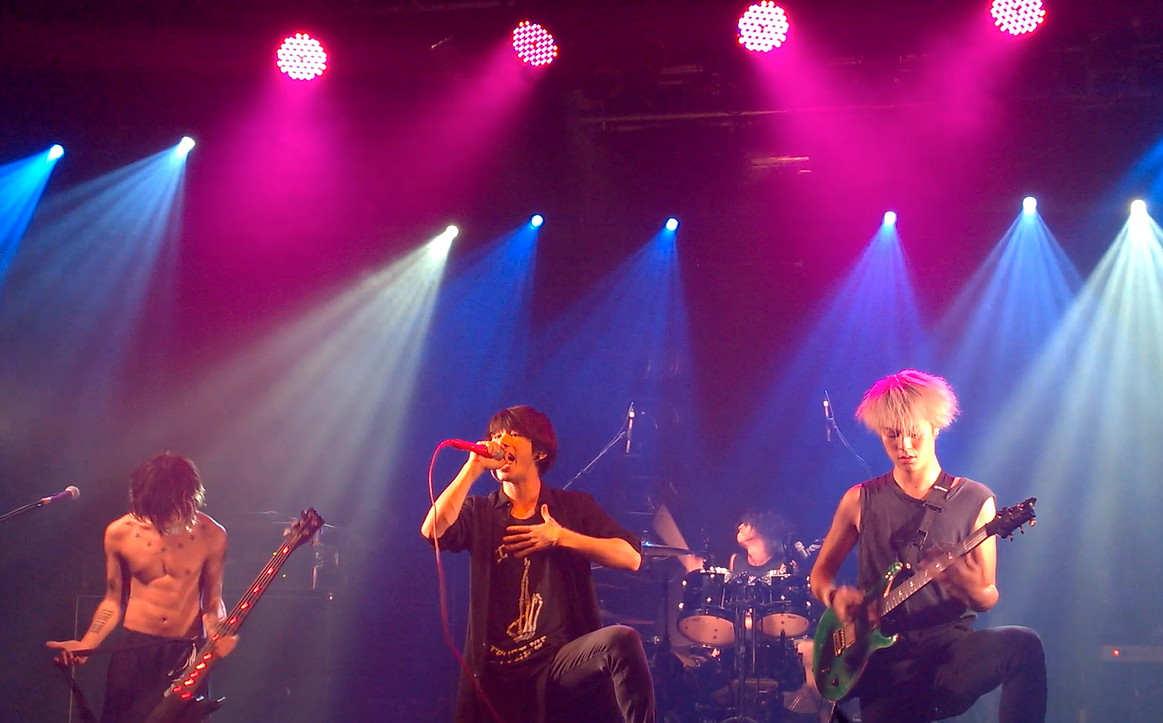
One Ok Rock apresentando-se em Londres, Reino Unido, em 2014.

Em 12 de janeiro de 2014, o produtor musical John Feldmann anunciou que o One OK Rock já havia começado a gravar seu próximo álbum de estúdio. Mais tarde, em fevereiro, a banda visitou os Estados Unidos para realizar dois concertos em Nova Iorque e Los Angeles e acrescentou mais duas datas na Filadélfia e em Toronto, Canadá, no mês de maio. A banda também se apresentou no Rock on the Range em Columbus, em seu primeiro festival fora da Ásia. Em 16 de maio, o One Ok Rock lançou Fool Cool Rock, seu primeiro documentário dirigido pelo cineasta Hiroyuki Nakano, sobre sua última turnê pela Europa e Ásia. A produção também recebeu uma exibição por tempo limitado de quatro semanas em cinemas selecionados japoneses. Fool Cool Rock foi lançado em DVD e blu-ray em novembro de 2014 e incluiu uma exibição extra da banda em Bancoque, Tailândia e Hong Kong.
Entre os meses de junho e julho de 2014, o One Ok Rock se juntou à Vans Warped Tour 2014 e se apresentou em dezoito datas na América do Norte. Em 30 de julho, a banda lançou o single "Mighty Long Fall/Decision", o qual "Mighty Long Fall", tornou-se a canção tema do filme Rurouni Kenshin: Kyoto Taika-hen, enquanto "Decision", tornou-se a canção tema de seu documentário Fool Cool Rock. Este single atingiu pico de número dois pela Oricon Singles Chart e "Decision" recebeu um vídeo musical lançado em 20 de agosto, contendo uma compilação de filmagens de sua turnê pela Ásia e Europa. Em setembro, a canção "Heartache" fez parte da trilha sonora do filme Rurouni Kenshin: Densetsu no Saigo-hen. Subsequentemente, o One OK Rock realizou um concerto de dois dias, intitulado Mighty Long Fall Live at Yokohama Stadium 2014, no Yokohama Stadium para 60.000 pessoas em setembro, convertendo-se na primeira apresentação da banda em um estádio.
Em 22 e 23 de outubro de 2014, o One Ok Rock realizou concertos na Califórnia, Estados Unidos. Em 25 de outubro, a banda foi uma das atrações do festival Knotfest nos Estados Unidos e em 15 de novembro em sua edição japonesa. No fim do mês de outubro, a banda iniciou sua primeira turnê pela América Latina visitando cinco países, incluindo o Brasil. Em 27 de novembro, foi o artista convidado da turnê da banda estadunidense Hoobastank no Japão e retomou sua turnê, desta vez na Europa, se apresentando em mais dez países em dezembro.

### 2015–2016:35xxxv, popularidade internacional e contrato com Fueled By Ramen
Em 11 de fevereiro de 2015, o One Ok Rock lançou seu sétimo álbum de estúdio intitulado 35xxxv, em conjunto com o single "Cry Out". O álbum tornou-se o primeiro lançamento da banda a atingir o topo da Oricon Albums Chart e a realizar entradas em diversas tabelas dos Estados Unidos, incluindo a posição de número onze pela Billboard Heatseekers Albums e de número um pela Billboard World Albums, entre outras. Em abril, o One Ok Rock foi o ato de abertura ao lado da banda Finch, da turnê da banda estadunidense Yellowcard nos Estados Unidos. Posteriormente, a banda retornou ao Japão para promover 35xxxv, através de uma turnê com início no mês de maio. Em julho, foi anunciado que o One Ok Rock havia assinado com a gravadora Warner Bros. Records e planejava relançar 35xxxv como uma edição deluxe, contendo todas as suas faixas em língua inglesa.

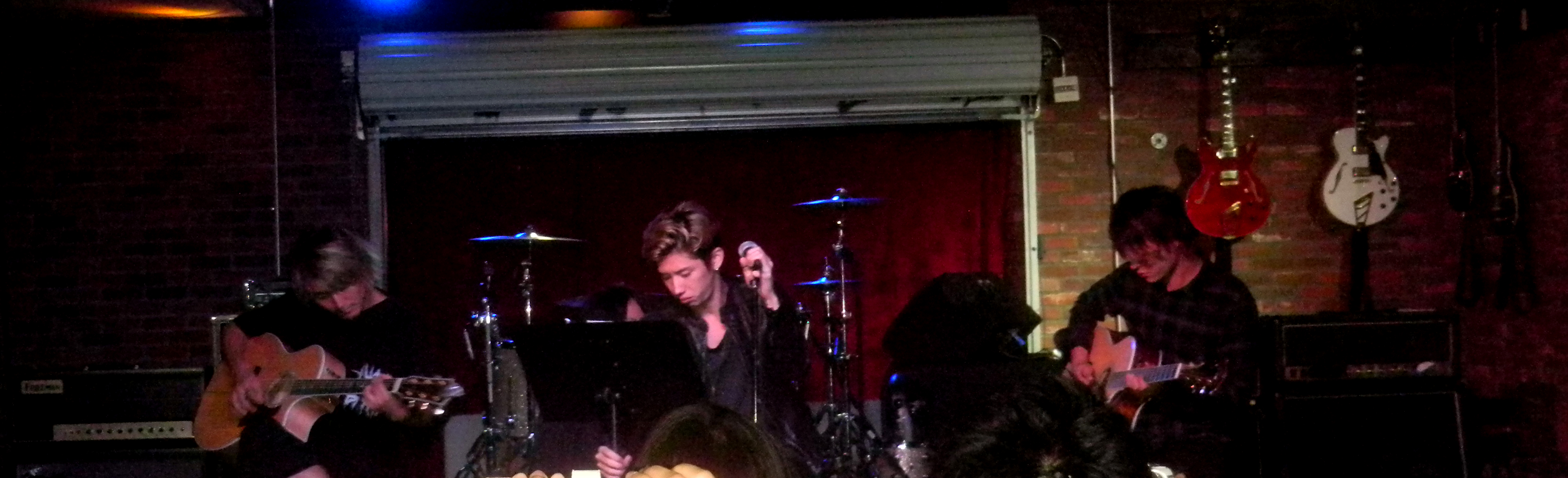
One Ok Rock apresentando-se na Califórnia, Estados Unidos, em 22 de outubro de 2015.

Em 25 de setembro, o álbum 35xxxv (Deluxe Edition) foi lançado e alcançou mais tarde, pico de número três pela Oricon Albums Chart e dezessete pela Billboard Heatseekers Albums. Os singles inéditos "Last Dance" e "The Way Back", foram os retirados do álbum e realizaram entradas pela Billboard Japan Hot 100. Para a sua promoção, a banda embarcou em uma turnê pela América do Norte, a partir de 29 de setembro, com algumas cidades selecionadas como artista principal, e em outubro e novembro, realizou concertos em datas selecionadas, como banda de apoio da turnê de All Time Low com Sleeping with Sirens. Em dezembro, o One Ok Rock embarcou em uma turnê pela Europa, com apresentações em nove países e prosseguiu para a Ásia.
Em janeiro de 2016, o One Ok Rock retornou ao Japão para realizar seu concerto One Thousand Miles Tour 2016 junto com as bandas All Time Low e PVRIS. No mesmo período, foi anunciado que a banda participaria da Monster Energy Outbreak Tour, em conjunto com as bandas estadunidenses Issues e Crown the Empire, entre os meses de março e abril nos Estados Unidos. Em 11 de março, o One Ok Rock lançou o single "Always Coming Back", que foi apresentada na série de anúncios de telefonia "Kanjou no Subete/Nakama" da empresa NTT Docomo. Mais tarde, de 31 de maio a 12 de junho, a banda embarcou em uma turnê pela Europa, se apresentando em dez concertos, tanto como ato principal quanto como sendo atração de festivais musicais. No fim de junho, o One Ok Rock tornou-se o ato de abertura da turnê Sounds Live Feels Live, pertencente a banda australiana 5 Seconds of Summer, em sua primeira etapa pela América do Norte, que se estendeu até o fim de julho.
Em agosto, a revista musical britânica Rock Sound promoveu o lançamento de um álbum especial comemorativo, contendo versões covers de The Black Parade, pertencente a banda estadunidense My Chemical Romance. O One Ok Rock gravou uma versão cover de "The End".
Em 10 e 11 de setembro, o One Ok Rock realizou um concerto em Nagisaen, Shizuoka, Japão, para um público de 110.000 pessoas, sua gravação tornou-se material para lançamento de um respectivo álbum de vídeo. Em seguida, em 12 de setembro, foi anunciado que a banda havia assinado com a gravadora estadunidense Fueled By Ramen e um single digital intitulado "Taking Off", seria lançado em 16 de setembro. A canção que atingiu pico de número quatro pela Billboard Japan Hot 100, foi utilizada como tema do filme Myūjiamu, que estreou no país em novembro. Adicionalmente, no fim do ano, o One Ok Rock recebeu o prêmio de Melhor Artista Japonês pelo MTV Europe Music Awards de 2016, além de lançar os singles "Bedroom Warfare" em 18 de novembro e "I Was King" em 15 de dezembro, que obtiveram pico de número vinte e vinte e seis, respectivamente, pela Billboard Japan Hot 100.

### 2017–2019:Ambitions,Eye of the Storme turnês mundiais
Em 1 de janeiro de 2017, em comemoração ao lançamento do próximo álbum de estúdio do One Ok Rock, foi lançado um projeto especial chamado de World Ambitions, no qual pessoas ao redor do mundo poderiam enviar através das redes sociais, imagens com a cor amarelo, representando o simbolismo de esperança. Em 9 de janeiro, a emissora japonesa NHK, transmitiu o One Ok Rock 18 Festival (18 Fes), um programa no qual a banda e mil jovens de dezessete a dezenove anos de todo o país, cantam juntos em um palco. Nesta mesma data, a banda lançou o single "We Are", que estreou em número quatro pela Billboard Japan Hot 100. Posteriormente, em 11 de janeiro, o One Ok Rock lançou pela A-Sketch, a versão japonesa de Ambitions, seu oitavo álbum de estúdio. Dois dias depois, a versão em inglês do álbum foi lançada pela Fueled By Ramen. Ambitions apresenta colaborações com cantores ocidentais e em termos comerciais, levou a banda a entrar em tabelas musicais europeias e oceânicas pela primeira vez, assim como pela Billboard 200 nos Estados Unidos, além de liderar as tabelas japonesas.
Em 15 de janeiro, o One Ok Rock iniciou uma série de seis concertos pela América do Norte. Mais tarde, em 9 de fevereiro, lançou o single "Skyfall" de forma limitada, tendo sido vendido em formato físico, durante os locais dos concertos da banda no Japão. De 18 de fevereiro a 17 de maio, a banda embarcou na One Ok Rock 2017 Ambitions Japan Tour, realizando trinta e dois concertos em arenas japonesas. Em 2 de maio, foi anunciado que o One Ok Rock seria o ato de abertura da turnê One More Light World Tour, a ser realizada pela banda estadunidense Linkin Park, em datas selecionadas nos Estados Unidos no mês de julho e em seu encerramento no Japão em novembro. Entretanto, devido a morte de seu vocalista em 20 de julho, a turnê foi cancelada. O One Ok Rock continuou a promover Ambitions e embarcou em uma turnê pelos Estados Unidos em julho e agosto, ademais, em 26 de agosto, iniciou uma turnê mundial com apresentações na América do Sul, Oceania e Europa.
Em 16 de fevereiro de 2018, o One Ok Rock lançou seu primeiro single do ano, "Change", que se estabeleceu em número dois pela tabela récem-criada Oricon Digital Singles Chart. A canção foi composta por Moriuchi ao lado do produtor da banda e integrou uma campanha publicitária do avião a jato HondaJet. Posteriormente, em 31 de março, a banda iniciou a turnê nacional Ambitions Japan Dome Tour 2018 e encerrou-a em 22 de abril. Em 1 de agosto, foi anunciada uma pequena turnê japonesa de quatro datas para o mês de outubro, a mesma contou com a presença de uma orquestra com cinquenta e três instrumentistas. Em 22 de novembro, o One Ok Rock lançou o single "Stand Out Fit In", que atingiu pico de número nove pela Billboard Japan Hot 100 e foi inserida em campanha publicitária da linha de bicicletas da Honda. Em dezembro, a banda realizou uma série de cinco concertos na Europa.
Em 31 de janeiro de 2019, o One Ok Rock lançou o single "Wasted Nights", que atingiu a posição de número dois pela Oricon Digital Singles Chart A faixa composta para a trilha sonora do filme Kingudamu, tornou-se a canção mais executada pelas rádios japonesas no primeiro semestre de 2019. A seguir, em 13 de fevereiro, a banda lançou Eye of the Storm, seu nono álbum de estúdio, o qual converteu-se em seu terceiro álbum consecutivo a estrear no topo da Oricon Albums Chart. Em 15 de fevereiro, Eye of the Storm foi lançado em sua versão em língua inglesa, lhe rendendo entradas em tabelas da Europa, Oceania e Estados Unidos.
A fim de promover Eye of the Storm, em 19 de fevereiro, o One Ok Rock iniciou uma turnê pela América do Norte, apresentando-se em vinte e seis concertos até 30 de março. Durante abril e início de maio, a banda foi o ato de abertura da segunda etapa asiática da turnê Divide Tour do cantor inglês Ed Sheeran, e prosseguiu no restante do mês de maio para a Europa, onde realizou uma turnê em treze datas. Durante o mês de julho, o One Ok Rock realizou uma curta turnê pelo México e Estados Unidos, o qual neste último, foi uma das atrações do festival Vans Warped Tour. Ademais, durante cerimônia realizada pela MTV Video Music Awards Japan, a banda recebeu o prêmio de Artista do Ano e em 22 de setembro, iniciou uma turnê japonesa, com apresentações pelo restante do ano de 2019.

### 2020–presente: 10969 Inc.,Flip a CoineLuxury Disease
Como parte das atividades promocionais de Eye of the Storm, o One Ok Rock encerrou sua turnê japonesa em janeiro de 2020 e no início de março, embarcou em uma turnê pela Austrália. Em 17 de março, foi anunciado que duas apresentações marcadas para ocorrerem no Japão, bem como o encerramento de sua turnê com uma etapa asiática de abril a julho de 2020, haviam sido adiadas, devido a propagação da pandemia de COVID-19. Entretanto, estas datas da turnê acabaram sendo canceladas. Em 14 de abril, foi anunciado que o One Ok Rock iria transmitir mundialmente, de 17 de abril a 31 de maio, seis de seus concertos japoneses realizados de 2014 a 2018, através do canal da banda na plataforma de vídeos YouTube.
Em 11 de outubro, a banda realizou o Field of Wonder at Stadium Live Streaming, sua primeira transmissão de um concerto ao vivo, realizado no Zozo Marine Stadium em Chiba, Japão, para o público em todo o mundo. Posteriormente, no fim de março de 2021, a banda deixou a Amuse, Inc., a fim de estabelecer sua própria agência de gestão, a 10969 Inc. Em 16 de abril, foi lançado o single "Renegades", como parte da trilha sonora do filme Rurouni Kenshin: Saishūshō – Za Fainaru, através da Fueled By Ramen, para ambas as versões japonesa e internacional. Seu lançamento tornou-se o primeiro single do One Ok Rock a atingir o topo da Oricon Digital Singles Chart e a entrar na tabela de abrangência mundial Billboard Global 200, na posição 47. A seguir, em 27 de maio, o One Ok Rock lançou o single "Broken Heart of Gold", canção tema do filme Rurouni Kenshin: Saishūshō – Za Biginingu. A faixa se estabeleceu em número três pela Oricon Digital Singles Chart e adquiriu um vídeo musical correspondente, proveniente de um projeto produzido por fãs.
Em 31 de julho, a banda realizou uma apresentação acústica transmitida ao vivo, intitulada Day to Night Acoustic Session no Kawaguchiko Stellar Theatre em Yamanashi, Japão, o qual contou com o complemento de músicos de suporte. Mais tarde, foi noticiado que o One Ok Rock tornou-se o primeiro artista japonês a atingir um bilhão de reproduções pelo serviço de música Spotify. Em 21 de outubro, a banda lançou mundialmente, seu primeiro documentário pela plataforma de streaming Netflix, intitulado One Ok Rock: Flip a Coin. Dirigido por Naoto Amazutsumi, o título acompanha a banda na elaboração do Field of Wonder at Stadium Live Streaming. No dia seguinte, em 22 de outubro, o One Ok Rock lançou o single "Wonder" em formato digital, que atingiu a posição de número cinco pela Oricon Digital Singles Chart. Posteriormente, em 24 de junho de 2022, a banda lançou o single "Save Yourself", o qual posicionou-se em número sete pela Oricon Digital Singles Chart e divulgou informações sobre seu décimo álbum de estúdio intitulado Luxury Disease. Entre agosto a início de setembro, o One Ok Rock participou de festivais musicais japoneses. 

## Membros
- Takahiro "Taka" Moriuchi (森内 貴寬, Moriuchi Takahiro) – vocal principal (2005–presente), guitarra rítmica ocasional (2009–presente)
- Toru Yamashita (山下 亨, Yamashita Tōru) – guitarra rítmica, vocal (2005–presente), guitarra líder (2009–presente)
- Ryota Kohama (小浜 良太, Kohama Ryōta) – baixo, vocal de apoio (2005–presente)
- Tomoya Kanki (神吉 智也, Kanki Tomoya) – bateria, percussão, vocal de apoio (2006–presente)

Ex-membros
- Alexander Reimon "Alex" Onizawa (鬼澤 アレクサンダー 礼門, Onizawa Alexander Reimon) – guitarra líder, vocal de apoio (2005–2009)
- Yu Koyanagi (小柳 友, Koyanagi Yū) – bateria, percussão (2005–2006)

Linha do tempo

## Discografia
Álbuns de estúdio
- Zeitakubyo (2007)
- Beam of Light (2008)
- Kanjo Effect (2008)
- Niche Syndrome (2010)
- Zankyo Reference (2011)
- Jinsei×Boku= (2013)
- 35xxxv (2015)
- Ambitions (2017)
- Eye of the Storm (2019)
- Luxury Disease (2022)

## Filmografia
- Fool Cool Rock! One Ok Rock Documentary Film (2014)
- One Ok Rock: Flip a Coin (2021)

## Turnês e concertos
| Japonesas - World Shredder (世の中シュレッダー) (2007) - One Ok Rock Tour 2008 “What Time Is It Now? (2008) - One Ok Rock 2009 “Emotion Effect” Tour (2009) - This is my own judgment Tour (2010) - Answer is aLive Tour (2011) - One Ok Rock 2011-2012 “残響リファレンス”Tour (2011-2012) - The Beginning Tour (2012) - One Ok Rock 2013 “人生×君=” Tour (2013) - One Ok Rock 2014 "Mighty Long Fall at Yokohama Stadium" (2014) - One Ok Rock 2015 "35xxxv" JAPAN TOUR (2015) - One Thousand Miles Tour (2016) - One Ok Rock 2016 SPECIAL LIVE IN NAGISAEN (2016) - One Ok Rock 2017 "Ambitions" JAPAN TOUR (2017) - One Ok Rock 2018 AMBITIONS JAPAN DOME TOUR (2018) - One Ok Rock with Orchestra Japan Tour 2018 (2018) - One Ok Rock 2019-2020 "Eye of the Storm" JAPAN TOUR (2019–2020) - One Ok Rock 2020 "Field of Wonder" at Stadium (2020) - One Ok Rock 2021 "Day to Night Acoustic Sessions" at Stellar Theater (2021) | Mundiais - Start Walking The World Tour (2012) - Who Are You?? Who Are We?? Tour (2013) - One Ok Rock 2014 South America & Europe Tour (2014) - One Ok Rock 2015 "35xxxv" North America, Europe, Asia Tour (2015-2016) - One Ok Rock European Tour 2016 (2016) - One Ok Rock 2017 "Ambitions" World Tour (2017) - One Ok Rock Eye of the Storm North America, Europe Tour (2019) - One Ok Rock Ed Sheeran DIVIDE WORLD TOUR 2019 (2019) - One Ok Rock Eye of the Storm European Tour 2019 (2019) - One Ok Rock Eye Of The Storm World Tour 2019 -US & Mexico- (2019) - One Ok Rock Eye of The Storm Australian Tour 2020 (2020) - One Ok Rock Luxury Disease Tour North America 2022 (2022) |

## Prêmios e indicações
| Ano  | Premiação                          | Categoria                          | Trabalho indicado/Beneficiário | Resultado | Ref.    |
| ---- | ---------------------------------- | ---------------------------------- | ------------------------------ | --------- | ------- |
| 2011 | MTV Video Music Awards Japan       | Melhor Vídeo de Rock               | "Jibun Rock (じぶんRock)"      | Indicado  | [ 161 ] |
| 2012 | MTV Video Music Awards Japan       | Melhor Vídeo de Rock               | "Answer is Near"               | Venceu    | [ 162 ] |
| 2013 | MTV Video Music Awards Japan       | Melhor Vídeo de Rock               | "The Beginning"                | Venceu    | [ 51 ]  |
| 2013 | MTV Video Music Awards Japan       | Melhor Vídeo de Filme              | "The Beginning"                | Venceu    | [ 51 ]  |
| 2013 | MTV Europe Music Awards            | Melhor Artista Japonês             | One Ok Rock                    | Indicado  | [ 163 ] |
| 2013 | Space Shower Music Video Awards    | Melhor por Sua Escolha             | "The Beginning"                | Venceu    | [ 52 ]  |
| 2014 | MTV Video Music Awards Japan       | Melhor Vídeo de Rock               | "Be the light"                 | Venceu    | [ 164 ] |
| 2014 | MTV Europe Music Awards            | Melhor Artista Japonês             | One Ok Rock                    | Indicado  | [ 165 ] |
| 2014 | CD Shop Awards                     | Prêmio de Finalista                | Jinsei×Boku=                   | Venceu    | [ 166 ] |
| 2015 | MTV Video Music Awards Japan       | Melhor Vídeo de Grupo              | "Mighty Long Fall"             | Indicado  | [ 167 ] |
| 2015 | MTV Europe Music Awards            | Melhor Artista Japonês             | One Ok Rock                    | Indicado  | [ 168 ] |
| 2016 | Classic Rock Roll of Honour Awards | Banda Masculina Revelação Oriental | One Ok Rock                    | Venceu    | [ 17 ]  |
| 2016 | MTV Europe Music Awards            | Melhor Artista Japonês             | One Ok Rock                    | Venceu    | [ 14 ]  |
| 2016 | Space Shower Music Awards          | Melhor Atividade no Exterior       | One Ok Rock                    | Venceu    | [ 169 ] |
| 2016 | Alternative Press Music Awards     | Melhor Banda Internacional         | One Ok Rock                    | Indicado  | [ 170 ] |
| 2017 | Alternative Press Music Awards     | Melhor Banda Revelação             | One Ok Rock                    | Indicado  | [ 171 ] |
| 2017 | Rock Sound Awards                  | Melhor Banda Internacional         | One Ok Rock                    | Venceu    | [ 18 ]  |
| 2017 | Space Shower Music Awards          | Melhor Artista de Rock             | One Ok Rock                    | Indicado  | [ 172 ] |
| 2018 | Isum Bridal Music Awards           | Prêmio de Música                   | "Wherever You Are"             | Venceu    | [ 173 ] |
| 2018 | Japan Gold Disc Award              | Melhores 5 Álbuns (Japão)          | Ambitions                      | Venceu    | [ 174 ] |
| 2018 | Rock Sound Awards                  | Melhor Apresentação ao Vivo        | One Ok Rock                    | Venceu    | [ 175 ] |
| 2018 | Space Shower Music Awards          | Melhor Artista de Grupo            | One Ok Rock                    | Venceu    | [ 176 ] |
| 2018 | Space Shower Music Awards          | Melhor Atividade no Exterior       | One Ok Rock                    | Venceu    | [ 176 ] |
| 2019 | Space Shower Music Awards          | Melhor Artista de Grupo            | One Ok Rock                    | Indicado  | [ 177 ] |
| 2019 | MTV Video Music Awards Japan       | Artista do Ano                     | One Ok Rock                    | Venceu    | [ 15 ]  |
| 2020 | Space Shower Music Awards          | Artista do Ano                     | One Ok Rock                    | Venceu    | [ 16 ]  |
| 2020 | Space Shower Music Awards          | Melhor Artista de Grupo            | One Ok Rock                    | Venceu    | [ 16 ]  |